# Salone Internazionale dei Comics
Il Salone Internazionale dei Comics è stata una manifestazione dedicata al fumetto, all'animazione e all'illustrazione, ospitata la prima volta a Bordighera nel 1965, l'anno seguente a Lucca fino al 1992 e poi a Roma dal 1995 al 2005. 

## Storia

### La fondazione
All'inizio degli anni sessanta studiosi accademici e uomini di cultura iniziarono ad occuparsi di fumetti. Era la prima volta che un genere come il fumetto, fino ad allora ritenuto una forma di espressione minore e un fenomeno di sottocultura "popolare", veniva elevato a materia di studio anche accademico. Questo interesse si manifestò in vari modi, a partire dalla pubblicazione di alcuni saggi da parte di editori "seri", come quelli scritti da Carlo della Corte ed Umberto Eco. Vi fu poi la nascita di riviste di fumetti "colti", a partire da linus.
Accanto a queste iniziative editoriali ebbe un ruolo anche la nascita dei saloni dedicati ai fumetti. Il gruppo che si avventurò in questa impresa era composto da docenti universitari, giornalisti, critici, studiosi e spesso anche da semplici appassionati.
L'istituzione intorno alla quale si raccolsero questi ricercatori fu rappresentata dall'Archivio internazionale della stampa a fumetti, istituito presso la Facoltà di Magistero dell'Università di Roma dal professor Luigi Volpicelli. Nel 1964 un gruppo di appassionati di fumetti che si trovavano a Bordighera per l'annuale Salone internazionale dell'umorismo pensò di organizzare qualcosa di simile per il fumetto: Romano Calisi, il giovane assistente di Volpicelli, offrì l'appoggio dell'Archivio internazionale e chiese a Claudio Bertieri di aiutarlo nell'organizzazione. A loro volta questi promotori coinvolsero altri appassionati fra i quali Umberto Eco. 
La prima edizione si tenne a Bordighera nel febbraio 1965: si trattava del primo salone internazionale del fumetto, non solo in Italia, ma nel mondo.
L'iniziativa ebbe molto successo, tanto da essere immortalata sulla copertina della rivista americana Life da una vignetta di Al Capp. Tuttavia, il Comune di Bordighera non accettò di aumentare il contributo economico all'iniziativa per l'anno successivo.

### Le edizioni lucchesi
Volpicelli trovò allora la disponibilità del Comune di Lucca e del sindaco Giovanni Martinelli, così dal 1966 il Salone si tenne nella città toscana. A partire da questa edizione Calisi iniziò a organizzare il Salone insieme a Rinaldo Traini. Dopo il Salone del 1968 Calisi rinunciò alla direzione e divenne direttore Traini. 
Dal 1969 l'organizzazione venne affidata a "Immagine - Centro di Studi Iconografici", un'associazione culturale senza fini di lucro sostenuta e patrocinata dall'Università di Roma proprietaria dei marchi (della manifestazione e dei premi assegnati, Yellow Kid) e di tutto il materiale prodotto nel corso dell'attività come registrazioni, disegni, marchi, foto, cimeli, progetti, doni, incisioni, film, archivio bibliografico.
A partire dal 1967, il festival divenne anche l'occasione per distribuire dei premi culturali, fra cui il premio Yellow Kid.
Il salone di Lucca servì da modello al Festival international de la bande dessinée d'Angoulême, la cui prima edizione risale al 1974: Francis Groux e Jean Mardikian, accompagnati da Claude Moliterni, nel novembre 1973 si recarono a visitare il salone italiano. Impressionati dalla professionalità della manifestazione, Groux et Mardikian inventarono il salone d'Angoulême, sotto il patronato di quello di Lucca, che fornì loro dei documenti utili; ne copiarono anche le procedure, come quella della giuria.
La manifestazione ebbe edizioni annuali fino al 1976, poi divennero biennali..
Nel 1986 la XVII edizione del Salone venne scaramanticamente ribattezzata "Lucca ventanni", dato che ricorreva anche il ventennale della presenza del Salone in città.
L'edizione del 1988 non si tenne a causa di tensioni sorte tra il Comune di Lucca e l'associazione "Immagine", proprietario dell'evento, per problemi legati al finanziamento della manifestazione. A questo momento si può far risalire l'inizio della crisi tra il Comune di Lucca e l'ente "Immagine". 
Tuttavia venne trovata una soluzione di comune accordo e nel 1989 divenne operativo l'Ente autonomo Max Massimino Garnier, dedicato all'omonimo autore, morto nel 1985. L'ente riuniva diverse realtà, tra cui alcune pubbliche amministrazioni, oltre all'Immagine-Centro di Studi Iconografici, che cedette all'ente tutti i marchi e la documentazione raccolta nei 25 anni del salone. 
Il ritorno a eventi aperti a tutto il pubblico avvenne con una mostra mercato della primavera 1990, a cui seguì il XVIII salone nell'ormai abituale edizione autunnale. In quell'anno venne anche decisa l'introduzione del biglietto per i visitatori.
Le mostre mercato primaverile e autunnale, indipendenti dalla presenza Salone, vennero replicate nel 1991 e nella primavera del 1992. In quest'ultimo anno venne organizzata la XIX edizione del salone, che dedicò particolare spazio alle produzioni della Walt Disney. 
Benché la XIX edizione fosse stata un successo, si presentarono nuovi motivi di dissidio fra Rinaldo Traini, patron di "Immagine", ed il Comune di Lucca. Questa volta non si trattava solo di problemi finanziari, ma di vera e propria impostazione della mostra. 
Il "divorzio" fu gestito in modo consensuale e nel maggio del 1994 venne sottoscritto un accordo fra le parti con il quale si stabiliva che la manifestazione, la sua denominazione, il suo patrimonio storico, l'archivio iconografico e delle registrazioni degli atti delle tavole rotonde, l'archivio di opere originali, film storici e volumi di Max Massimino Garnier e quanto pertinente all'attività svolta dal Salone a Lucca restava proprietà dell'associazione la quale avrebbe continuato la sua attività altrove.

### Le edizioni romane:Expocartoon
Il Comune di Lucca, tramite l'Ente autonomo Max Massimino Garnier, decise comunque di continuare a organizzare le mostre mercato con cadenza semestrale. La nuova manifestazione, che prese il posto del Salone, venne inaugurata nel 1993 come Lucca Comics e nel 1995 assunse la denominazione Lucca Comics & Games.
Il Salone, invece, si spostò a Roma nell'ambito di Expocartoon, dove realizzò altre 9 edizioni dal 1995 al 2005. Ormai la manifestazione si chiamava Salone Internazionale dei Comics, del Film di Animazione e dell'Illustrazione, continuando ad assegnare i premi Yellow Kid, Caran D'Ache e Fantoche.
Nel corso degli anni la manifestazione, che dichiarava un afflusso di circa centomila visitatori, coinvolse un numero crescente di autori e grandi editori, ampliandosi successivamente all'ambito dell'entertainment e dei games e patrocinando il consolidamento di iniziative aggregative locali come la Federazione Ludica Romana, coordinamento di numerose associazioni ludiche di Roma e del Lazio attiva dal 1999 al 2004.
Il primo ciclo di Expocartoon si concluse improvvisamente con la XIV edizione di novembre 2000 a causa di problemi personali di Traini
La manifestazione venne riproposta successivamente, nel novembre 2001, presso le aree espositive monumentali dell'EUR, come il Palazzo della civiltà del lavoro, e poi, con un'organizzazione ampiamente modificata, presso la sede congressuale dell'Ergife Palace Hotel fino all'ultima edizione svoltasi nel maggio 2005 al Palalottomatica dell'EUR.

## Elenco delle edizioni
Elenco parziale delle edizioni dal 1975 al 1992
| Dettagli | Ospiti e mostre |  |  |
| --- | --- |  |  |
| 11º Salone Internazionale dei Comics, del Film di Animazione e dell'Illustrazione (Lucca 11) Date Dal 29 ottobre al 2 novembre 1975 Ubicazione Palazzetto dello Sport, altre zone della città                | Ospiti Jerzy Kotowski, Jean-Pierre Dionnet, Marcelo Ravoni, Michel Pierre, Dan O'Neill, David Pascal, Denis Gifford, Alvaro Moya, Jorge Perez Valdes, Henri Filippini, Claude Moliterni, Georges Esatoglu, Vasco Granja, Massimo Mattioli, Sergio Toppi, Jean Giraud, Frank Hampson, Alberto Breccia, Hugo Pratt Mostre - "No al fascismo! La resistenza nella narrativa grafica" - "Comicar: il salone dell'auto a fumetti" - "Personale di Jerzy Skarżyński" - "Collettive di Breccia, Bovarini, Palacios, Quino" - "La scuola argentina" |  |  |
| 12º Salone Internazionale dei Comics, del Film di Animazione e dell'Illustrazione (Lucca 12) Date Dal 30 ottobre al 4 novembre 1976 Ubicazione Palazzetto dello Sport, altre zone della città                | Ospiti Hugo Pratt, Gigi, Robert La Palme, Jerzy Skarżyński, Guillermo Mordillo, Hihakiro Kawamoto, George Dunning, Francesco Tullio Altan, Beppe Madaudo, Jeff Jones, Enki Bilal, André Leborgne, Eduardo del Río, Luis Gasca, Claudio Bertieri, Alvaro Moya, Claude Moliterni, David Pascal, Milo Manara Mostre - "Cent'anni di satira politica in Italia" - "Autoritratto del Fascismo" - "Personale di Carlo Peroni" - "Personale di Jean Marc Loro" - "Personale di Josè Luis Salinas" - "Personale di Ruben Sosa" - "Graphicar: gli illustratori e l'auto" |  |  |
| 13º Salone Internazionale dei Comics, del Film di Animazione e dell'Illustrazione (Lucca 13) Date Dal 29 ottobre al 5 novembre 1978 Ubicazione Palazzetto dello Sport, altre zone della città                | Ospiti Paola Pallottino, Antonio Faeti, Mario Vigiak, Manfredo Massironi, Karel Thole, Angelo Schwarz, Paolo Bonaiuto, Umberto Cantucci, Roberto Innocenti, Cinzia Ghigliano, Milo Manara, Harry North, Carlos Trillo, Bobby London, Blanc Dumont Mostre - "Un saluto a Topolino per il suo 50º compleanno" - "La scuola zagabrese: Ivica Bednjanec, Mirko Ilić" - "Personale di Gabriel Solano Lopez" - "Personale di Borivoj Dovnikovic" - "Rassegna del cartoon cubano" - "5 Rassegna didattica del fumetto" - "I fumetti in TV" |  |  |
| 14º Salone Internazionale dei Comics, del Film di Animazione e dell'Illustrazione (Lucca 14) Date Dal 26 ottobre al 2 novembre 1980 Ubicazione Palazzetto dello Sport, altre zone della città                | Ospiti Raimondo Mattioli, Leonard Mogel, Louis Ollivier, Alfredo Scutti, Richard Sherry, Sergio Aragonés, John Buscema, John Prentice, David Pascal, Claudio Bertieri, Giulio Cesare Cuccolini, Denis Gifford, Emanuele Luzzati Mostre - "Mostra storica del fumetto argentino" - "Gli autori argentini contemporanei" - "Mostra di originali" - "6° Rassegna didattica del fumetto" |  |  |
| | |  |  |
| 15º Salone Internazionale dei Comics, del Film di Animazione e dell'Illustrazione (Lucca 15) Date Dal 31 ottobre al 7 novembre 1982 Ubicazione Palazzetto dello Sport, altre zone della città                | Ospiti Angese (Sergio Ageletti), Jesùs Blasco, Luca Boschi, Luciano Bottaro, Alberto Breccia, Luisa Fantini, Raùl Fortìn, Alfredo Grondona White, Gaetano Liberatore, Massimo Mattioli, Françoise Mouly, Andrea Pazienza, Paola Pallottino, Roberto Perini, Hugo Pratt, Filippo Scozzari, Vincenzo Sparagna, Art Spiegelman, Stefano Tamburini, Carlos Trillo Mostre - "Mostra storica del fumetto spagnolo" - "Personale di Pino Zac" - "Mostra della grafica belga" - "Pecos Bill: un italiano degli anni '50" - "I fumetti algerini" - "Silent serial & Sound serial: programmi cinematografici" - "Divulgazione scientifica e fumetto" - "Frigidaire mostra" - "Poesia a fumetti" - "Personale di Giuseppe Coco" - "7° Rassegna didattica del fumetto" |  |  |
| 16º Salone Internazionale dei Comics, del Film di Animazione e dell'Illustrazione (Lucca 16) Date Dal 28 ottobre al 3 novembre 1984 Ubicazione Palazzetto dello Sport, altre zone della città                | Ospiti Rudolph Hoglund, Raoul Servais, Lee Falk, Burne Hogarth, Altan, Milo Manara, Breccia, Joaquín Lavado Quino, Mordillo, Ruth Clifford, Gilbert Shelton Mostre *"Gamma Film" dei fratelli Gavioli - "Hèctor G. Oesterheld" - "Comics e Illustrazione made in Usa" - "Fumetti made in Italy: gli anni ottanta" - "Le Autrici di fumetti" - "Gli anni di plastica" - "Le copertine illustrate anni 80" |  |  |
| Lucca vent'anni Date Dal 26 ottobre al 2 novembre 1986 Ubicazione Palazzetto dello Sport, altre zone della città                                                                                             | Ospiti Roberto Dal Prà, Serge Letendre, Franco Saudelli, Horacio Altuna, Bill Sienkiewicz, Lorenzo Mattotti, Paul Gillon, Jayme Cortez, Will Eisner, Osvaldo Cavandoli, Dave Stevens, Pepe Moreno Mostre *"Emanuele Luzzati" - "Walter Molino" - "Illustrazione della moda" - "Dignità dell' uomo", organizzata da Amnesty International - "Guido Buzzelli" - "Renzo Vespignani" - Pablo Echaurren |  |  |
| Lucca '90, 18º Salone internazionale dei Comics, del Film d' animazione e dell' Illustrazione Date 28 ottobre - 4 novembre 1990 Ubicazione Palazzetto dello Sport, altre zone della città                    | Ospiti Riccardo Mannelli, Angese Mostre - "Disney Made in Italy" |  |  |
| 19º Salone Internazionale dei Comics, del Film di Animazione e dell'Illustrazione (Lucca 19) Date Dal 25 ottobre al 1º novembre 1992 Ubicazione Punto Fiera in Via delle Tagliate e Auditorium di San Romano | Ospiti Jacovitti, John Byrne, Kent Williams, David Mazzucchelli, Mark Badger, John Bolton, Mike Mckone, Claudio Castellini, Giorgio Cavazzano, Gō Nagai |  |  |